# Lutzomyia shawi
Lutzomyia shawi är en tvåvingeart som beskrevs av Fraiha H., Ward R. D., Ready P. D. 1981. Lutzomyia shawi ingår i släktet Lutzomyia och familjen fjärilsmyggor. Inga underarter finns listade i Catalogue of Life.